# MHL (2016/2017)
Sezon Młodzieżowej Hokejowej Ligi 2016/2017 – ósmy sezon juniorskich rozgrywek MHL.

## Uczestnicy
W porównaniu do poprzedniej edycji z ligi wystąpiły drużyny: Sachalinskie Akuły Jużnosachalińsk, Reprezentacja Rosji do lat 18, Olimpija Kirowo-Czepieck i białoruska Dynama-Raubiczy. Do ligi przyjęto Tajfun z Ussuryjska, Krylja Sowietow Moskwa, Sputnik Almietjewsk i kazachski Ałtaj Ust-Kamienogorsk (dwa ostatnie do 2016 grały w MHL-B. 25 lipca 2016 został zatwierdzony skład nowego sezonu MHL. Do sezonu 2015/2016 zgłoszono 31 zespołów z trzech krajów, 28 z Rosji, dwa z Kazachstanu i jeden z Łotwy.
W formacie rozgrywek dokonano zmiany, według której zniesiono podział na dywizje w konferencjach. W Konferencji Zachód skupiono 15 zespołów i każdy z nich rozegrał 56 spotkań, a w Konferencji Wschód ulokowano 16 drużyn i każda rozegrała 60 meczów.
| Ałmaz Czerepowiec                       | Czerepowiec      | Jewgienij Stawrowski | Siewierstal Czerepowiec    |  |
| Amurskie Tigry Chabarowsk               | Chabarowsk       | Walerij Dawłetszyn   | Amur Chabarowsk            |  |
| Atłanty Mytiszczi                       | Mytiszczi        | Władimir Potapow     |                            |  |
| Czajka Niżny Nowogród                   | Niżny Nowogród   | Wiaczesław R'ianow   | Torpedo Niżny Nowogród     |  |
| MHK Dinamo Sankt Petersburg             | Petersburg       | Nikołaj Akimow       | Dinamo Moskwa              |  |
| Krasnaja Armija Moskwa                  | Moskwa           | Boris Mironow        | CSKA Moskwa                |  |
| Krylja Sowietow Moskwa                  | Moskwa           | Jurij Strachow       |                            |  |
| Łoko Jarosław                           | Jarosław         | Dmitrij Krasotkin    | Łokomotiw Jarosław         |  |
| HK MWD                                  | Bałaszycha       | Siergiej Pietrienko  | Dinamo Moskwa              |  |
| HK Rīga                                 | Ryga             | Ronalds Ozoliņš      | Dinamo Ryga                |  |
| Russkie Witiazi Czechow                 | Czechow          | Lew Bierdiczewski    | Witiaź Czechow             |  |
| SKA-1946 Sankt Petersburg               | Petersburg       | Michaił Miłochin     | SKA Sankt Petersburg       |  |
| SKA-Sieriebrianyje Lwy Sankt Petersburg | Petersburg       | Siergiej Jarowoj     |                            |  |
| MHK Spartak Moskwa                      | Moskwa           | Władimir Tiurikow    | Spartak Moskwa             |  |
| Tajfun                                  | Ussuryjsk        | Igor Aleksandrow     |                            |  |
| Konferencja Wschód                      |                  |                      |                            |  |
| Ałtaj                                   | Ust-Kamienogorsk | Dmitrij Fokin        | Torpedo Ust-Kamienogorsk   |  |
| Awto Jekaterynburg                      | Jekaterynburg    | Wienier Safin        | Awtomobilist Jekaterynburg |  |
| Biełyje Miedwiedi Czelabińsk            | Czelabińsk       | Maksim Smielnicki    | Traktor Czelabińsk         |  |
| Irbis Kazań                             | Kazań            | Dmitrij Bałmin       | Ak Bars Kazań              |  |
| Kuznieckie Miedwiedi Nowokuźnieck       | Nowokuźnieck     | Aleksandr Kitow      | Mietałłurg Nowokuźnieck    |  |
| Ładja Togliatti                         | Togliatti        | Władimir Szychanow   | Łada Togliatti             |  |
| Mamonty Jugry Chanty-Mansyjsk           | Chanty-Mansyjsk  | Dmitrij Burłucki     | Jugra Chanty-Mansyjsk      |  |
| Omskie Jastrieby                        | Omsk             | Igor Ziemlanoj       | Awangard Omsk              |  |
| Rieaktor Niżniekamsk                    | Niżniekamsk      | Aleksandr Sokołow    | Nieftiechimik Niżniekamsk  |  |
| Sarmaty Orenburg                        | Orenburg         | Dmitrij Stułow       | HK Orienburżje             |  |
| Sibirskie Snajpiery Nowosybirsk         | Nowosybirsk      | Jarosław Luzienkow   | Sibir Nowosybirsk          |  |
| Snieżnyje Barsy Astana                  | Astana           | Gałym Mambietalijew  | Barys Astana               |  |
| Sputnik Almietjewsk                     | Almietjewsk      | Siergiej Mordwincew  | Nieftianik Almietjewsk     |  |
| Stalnyje Lisy Magnitogorsk              | Magnitogorsk     | Witalij Sołowjow     | Mietałłurg Magnitogorsk    |  |
| Tiumienski Legion                       | Tiumeń           | Władimir Gusiew      | Rubin Tiumeń               |  |
| Tołpar Ufa                              | Ufa              | Konstantin Połozow   | Saławat Jułajew Ufa        |  |

## Sezon zasadniczy
W sezonie zasadniczym każda drużyna z Konferencji Zachód rozegrała 56 meczów, a każdy zespół z Konferencji Wschód zagrał 60 meczów. W Konferencji Zachód pierwsze miejsce zajął SKA-1946 (121 pkt.), a w Konferencji Wschód triumfował Rieaktor Niżniekamsk (123 pkt.).

## Faza play-off
Do fazy play-off zakwalifikowało się 16 drużyn tj. po 8 drużyn z każdej konferencji. W finale Krasnaja Armija Moskwa pokonała Rieaktor Niżniekamsk w meczach 4:0, zdobywając Puchar Charłamowa. Rywalizacji o trzecie miejsce nie rozgrywano.

## Nagrody i wyróżnienia

### Zawodnicy miesięcy
W trakcie sezonu przyznawano nagrody indywidualne w trzech kategoriach odnośnie do pozycji zawodników (bramkarz, obrońca, napastnik) za czas poszczególnych miesięcy, aczkolwiek – w porównaniu do poprzednich sezonów – wprowadzono wyróżnienia osobno graczy z obu konferencji.
| Miesiąc     | Bramkarz                                                                         | Obrońca                                                                         | Napastnik                                                                               |
| ----------- | -------------------------------------------------------------------------------- | ------------------------------------------------------------------------------- | --------------------------------------------------------------------------------------- |
| Wrzesień    | Z – Ilja Donczenko (Ałmaz) W – Roman Gołowanow (Rieaktor)                        | Z – Władisław Siomin (SKA-1946) W – Danił Szczogolew (Omskie Jastrieby)         | Z – Aleksiej Połodian (SKA-Sieriebrianyje Lwy) W – Igor Goleszczikin (Omskie Jastrieby) |
| Październik | Z – Konstantin Wołkow (SKA-1946) W – Maksim Kalajew (Irbis)                      | Z – Jegor Ogijenko (Krasnaja Armija) W – Leonid Ławrinienko (Biełyje Miedwiedi) | Z – Anton Pierwow (MHK Spartak) W – Artiom Manukian (Omskie Jastrieby)                  |
| Listopad    | Z – Anatolij Inoziemcew (Czajka) W – Pawieł Nieczistowski (Mamonty)              | Z – Jegor Ogijenko (Krasnaja Armija) W – Iwan Bitkin (Tołpar)                   | Z – Frenks Razgals (Riga) W – Artiom Manukian (Omskie Jastrieby)                        |
| Grudzień    | Z – Andriej Suchanow (Czajka) W – Aleksandr Jeluszyn (Rieaktor)                  | Z – Iwan Komarow (Czajka) W – Danił Kostariew (Biełyje Miedwiedi)               | Z – Władisław Kurbatow (SKA-1946) W – Konstantin Parchomienko (Kuznieckie Miedwiedi)    |
| Styczeń     | Z – Daniił Jakowlew (Łoko) W – Dmitrij Łoziebnikow (Stalnyje Lisy)               | Z – Pawieł Jełszanski (MHK Dinamo St. Petersburg) W – Eduard Nasybullin (Irbis) | Z – Pawieł Krutij (Amurskie Tigry) W – Ilja Awramienko (Stalnyje Lisy)                  |
| Luty        | Z – Aleksandr Samojłow (Krasnaja Armija) W – Dmitrij Łoziebnikow (Stalnyje Lisy) | Z – Jegor Ogijenko (Krasnaja Armija) W – Timur Fatkullin (Kuznieckie Miedwiedi) | Z – Frenks Razgals (Riga) W – Igor Szwyrow (Stalnyje Lisy)                              |

### Nagrody indywidualne
Po zakończeniu sezonu przyznano nagrody indywidualne, które otrzymali:
- Nagroda dla najlepszego strzelca: Anton Kowalow (Omskie Jastrieby)
- Nagroda dla najskuteczniejszego zawodnika: Artiom Manukian (Omskie Jastrieby)
- Nagroda dla najlepszego obrońcy: Eduard Nasybullin (Irbis Kazań)
- Nagroda dla najlepszego bramkarza: Konstantin Wołkow (SKA-1946 Sankt Petersburg)
- Nagroda dla najlepszego zawodnika sezonu: Artiom Manukian (Omskie Jastrieby)[15]